# Ден Гедая
Ден Гедая (англ. Dan Hedaya; 24 липня 1940) — американський актор. Номінант на премію «Еммі» 1994 року.

## Біографія
Ден Гедая народився 24 липня 1940 року в Брукліні в родині сефардських євреїв, емігрантів з Сирії. У 1962 році закінчив університет Тафтса, також навчався драматичному мистецтву в Гринвіч-Віллидж. До того як стати актором, Ден працював учителем англійської мови у середній школі.
Знімався у таких фільмах, як «Просто кров» (1984), «Командо» (1985), «Звичайні підозрювані» (1995), «Чужий 4: Воскресіння» (1997). Зовнішня схожість з Річардом Ніксоном дозволила йому зіграти колишнього президента США в комедії «Подруги президента» (1999).

## Фільмографія

### Фільми
| Рік  |    | Українська назва                    | Оригінальна назва                                          | Роль                       |
| ---- | -- | ----------------------------------- | ---------------------------------------------------------- | -------------------------- |
| 1980 | ф  |                                     | Night of the Juggler                                       | сержант Отіс Барнс         |
| 1981 | ф  |                                     | True Confessions                                           | Говард Теркел              |
| 1982 | ф  | Загроза зникнення видів             | Endangered Species                                         | Пек                        |
| 1983 | ф  | Голод                               | The Hunger                                                 | лейтенант Аллегрецца       |
| 1984 | ф  | Просто кров                         | Blood Simple                                               | Джуліан Марті              |
| 1984 | ф  | Пригоди Бакару Банзая у 8-му вимірі | The Adventures of Buckaroo Banzai Across the 8th Dimension | Джон Гомез                 |
| 1984 | ф  | Петля                               | Tightrope                                                  | детектив Молінарі          |
| 1985 | ф  | Командо                             | Commando                                                   | Аріус                      |
| 1986 | ф  | Розумники                           | Wise Guys                                                  | Ентоні Кастело             |
| 1990 | ф  | Джо проти вулкана                   | Joe Versus The Volcan                                      | містер Ватурі              |
| 1990 | ф  | Налаштуйся на завтра                | Tune in Tomorrow                                           | Роберт                     |
| 1991 | ф  | Родина Адамсів                      | The Addams Family                                          | адвокат Таллі Алфорд       |
| 1993 | ф  | Точка кипіння                       | Boiling Point                                              | Брейді                     |
| 1993 | ф  | Бенні і Джун                        | Benny & Joon                                               | Томас                      |
| 1993 | ф  | Новачок року                        | Rookie of the Year                                         | Ларрі Фішер                |
| 1993 | ф  | Консьєрж                            | For Love or Money                                          | Джин Сальваторе            |
| 1994 | ф  | Меверік                             | Maverick                                                   | Твіч, гравець в покер      |
| 1995 | ф  | Звичайні підозрювані                | The Usual Suspects                                         | Джефф Рабін                |
| 1995 | ф  | Померти заради                      | To Die For                                                 | Джо Маретто                |
| 1995 | ф  | Безголові                           | Clueless                                                   | Мелвін «Мел» Горовіц       |
| 1995 | ф  | Ніксон                              | Nixon                                                      | Тріні Кардоза              |
| 1996 | ф  | Шосе                                | Freeway                                                    | детектив Гарнет Воллес     |
| 1996 | ф  | Викуп                               | Ransom                                                     | Джекі Браун                |
| 1996 | ф  | Денне світло                        | Daylight                                                   | Френк Крафт                |
| 1996 | ф  | Кімната Марвіна                     | Marvin's Room                                              | Боб                        |
| 1996 | ф  | Клуб перших дружин                  | The First Wives Club                                       | Мортон «Морті» Кушман      |
| 1997 | ф  | Вхід та вихід                       | In & Out                                                   | військовий прокурор        |
| 1997 | ф  | Чужий 4: Воскресіння                | Alien: Resurrection                                        | генерал Мартін Перез       |
| 1998 | ф  | Ніч у Роксбері                      | A Night at the Roxbury                                     | Кемел Бутабі               |
| 1999 | ф  | Подруги президента                  | Dick                                                       | Річард Ніксон              |
| 1999 | ф  | Ураган                              | The Hurricane                                              | сержант Делла Песка        |
| 2000 | ф  | Шафт                                | Shaft                                                      | детектив Джек Розеллі      |
| 2001 | ф  | Ліфт                                | Down                                                       | лейтенант Макбейн          |
| 2001 | ф  | Малголленд Драйв                    | Mulholland Dr.                                             | Вінченцо Кастільяні        |
| 2002 | ф  | Сипучі піски                        | Quicksand                                                  | генерал Стюарт             |
| 2002 | ф  | Фанатка                             | Swimfan                                                    | тренер Сімкінс             |
| 2005 | мф | Роботи                              | Robots                                                     | містер Ґанк (озвучення)    |
| 2006 | ф  |                                     | The Good Student                                           | Габріал                    |
| 2007 | ф  |                                     | The Warrior Class                                          | генерал Ренд               |
| 2010 | ф  |                                     | The Extra Man                                              | Ареш                       |
| 2012 | ф  |                                     | The Normals                                                | Рагнар                     |
| 2014 | ф  |                                     | The Humbling                                               | Аса                        |
| 2016 | ф  | Фантастичні звірі і де їх шукати    | Fantastic Beasts and Where to Find Them                    | Червоний гоблін-коридорний |
| 2018 | ф  |                                     | The Big Take                                               | детектив Френк Манаскальпо |
| 2020 | ф  |                                     | Funny Face                                                 | Бендж                      |
| 2021 | ф  |                                     | Slapface                                                   | шериф Джон Терстон         |
| 2021 | ф  |                                     | The God Committee                                          | Грейнджер                  |

### Телебачення
| Рік       |    | Українська назва                       | Оригінальна назва                  | Роль                                                      |
| --------- | -- | -------------------------------------- | ---------------------------------- | --------------------------------------------------------- |
| 1976      | с  | Коджак                                 | Kojak                              | Ден Хадсон (Епізод: "A Hair-Trigger Away")                |
| 1979      | с  | Париж                                  | Paris                              | Ґіл Девіс (Епізод: "Once More for Free")                  |
| 1981—1984 | с  |                                        | Hill Street Blues                  | Ральф Макафі / Бомж (5 епізодів)                          |
| 1984      | тф |                                        | The Dollmaker                      | Скайрос                                                   |
| 1984—1993 | с  | Будьмо                                 | Cheers                             | Нік Тортеллі (6 епізодів)                                 |
| 1984      | с  | Поліція Маямі                          | Miami Vice                         | Рубен Рейдольфо (Епізод: "One Eyed Jack")                 |
| 1985      | с  | Сутінкова зона                         | The Twilight Zone                  | Нік (Епізод: "Dealer's Choice")                           |
| 1986      | с  | Поліція Маямі                          | Miami Vice                         | Бен Шредер (Епізод: "Payback")                            |
| 1986      | тф | Повільний вогонь                       | Slow Burn                          | Саймон Флейшер                                            |
| 1986      | с  | Праведник                              | The Equalizer                      | Френк Донахью (Епізод: "Unpunished Crimes")               |
| 1987      | с  |                                        | The Tortellis                      | Нік Тортеллі (13 епізодів)                                |
| 1992      | тф |                                        | Four Eyes and Six-Guns             | Лестер Дум                                                |
| 1993      | с  | Поліція Нью-Йорка                      | NYPD Blue                          | Лу (Епізод: "NYPD Lou")                                   |
| 1993      | с  | Закон і порядок                        | Law & Order                        | лейтенант Брайан Тореллі (Епізод: "Jurisdiction")         |
| 1997      | тф | Друга громадянська війна               | The Second Civil War               | Мел Берджес                                               |
| 1997—2005 | с  | Швидка допомога                        | ER                                 | Герб Співак (4 епізоди)                                   |
| 1997      | с  | Закон і порядок                        | Law & Order                        | адвокат Леслі Дрейк (Епізод: "Baby, It's You")            |
| 2000      | с  | Справедлива Емі                        | Judging Amy                        | детектив Тарнауер (Епізод: "Unnecessary Roughness")       |
| 2000—2003 | с  |                                        | Yes, Dear                          | Дон Людке (6 епізодів)                                    |
| 2006      | с  | Монк                                   | Monk                               | Джек Монк (Епізод: "Mr. Monk Meets His Dad")              |
| 2008      | с  | Помадні джунглі                        | Lipstick Jungle                    | Дмітрій Паппадемос (Епізод: "Chapter Eleven: The F-Word") |
| 2011      | тф | На межі повного краху                  | Too Big to Fail                    | Барні Франк                                               |
| 2011      | с  | Підозрюваний                           | Person of Interest                 | Берні Салліван (Епізод: "The Fix")                        |
| 2013      | с  |                                        | Golden Boy                         | Френсіс Діако (Епізод: "Beast of Burden")                 |
| 2014      | с  | Ґотем                                  | Gotham                             | детектив Дікс (2 епізодів)                                |
| 2014—2015 | с  | Проєкт «Мінді»                         | The Mindy Project                  | Алан Кастеллано (2 епізодів)                              |
| 2015      | с  | Події минулого тижня з Джоном Олівером | Last Week Tonight with John Oliver | актор (Епізод: "Infrastructure")                          |
| 2015—2019 | с  | Блакитна кров                          | Blue Bloods                        | Вінсент Релла (4 епізоди)                                 |
| 2016      | с  |                                        | Odd Mom Out                        | батько Джилл (Епізод: "Fasting and Furious")              |